# 21/3
21/3 är en singel av Dan Hylander & Raj Montana Band från albumet Calypso, utgiven 1983.

## Låtlista
1. 21/3 - (Dan Hylander)
2. Längtans blå hotell - (Dan Hylander)

## Raj Montana Band
- Dan Hylander - Sång
- Pelle Alsing - Trummor
- Ola Johansson - Bas
- David Carlson - Gitarr
- Hasse Olsson) - Orgel & piano
- Clarence Öfwerman - Piano

## Övriga medverkande musiker
- Emily Gray
- Py Bäckman